# Jovtneve, Domanivka
Jovtneve (în ucraineană Жовтневе) este un sat în comuna Akmecetski Stavkî din raionul Domanivka, regiunea Mîkolaiiv, Ucraina.

## Demografie
Componența lingvistică a localității Jovtneve
     Ucraineană (95,87%)
     Rusă (2,84%)
     Română (1,29%)
Conform recensământului din 2001, majoritatea populației localității Jovtneve era vorbitoare de ucraineană (95,87%), existând în minoritate și vorbitori de rusă (2,84%) și română (1,29%).